# 수원실내체육관
수원실내체육관(水原室內體育館)은 경기도 수원시 장안구 조원동 수원종합운동장 내에 있는 실내 경기장이다.
현재는 V-리그의 수원 한국전력 빅스톰과 수원 현대건설 힐스테이트의 홈 경기장으로 사용하고 있다. 과거에는 KBL의 수원 삼성 썬더스(1997년~2001년)와 WKBL의 수원 삼성생명 비추미(1998년~2005년)의 홈 경기장이었다. 2010년부터 2012년까지 프로배구 KOVO컵 대회를 개최하였다.

## 갤러리

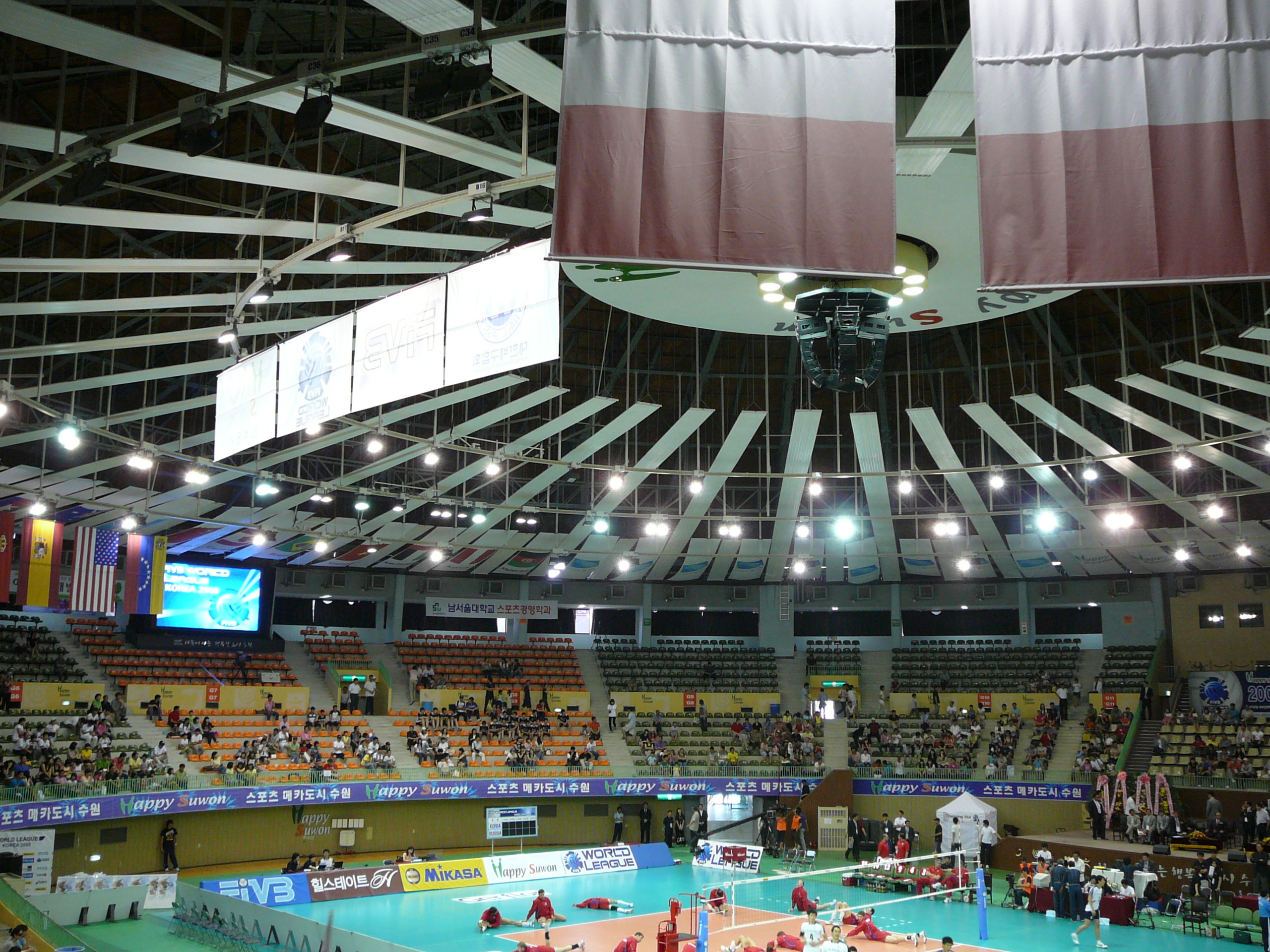
실내 체육관 내부
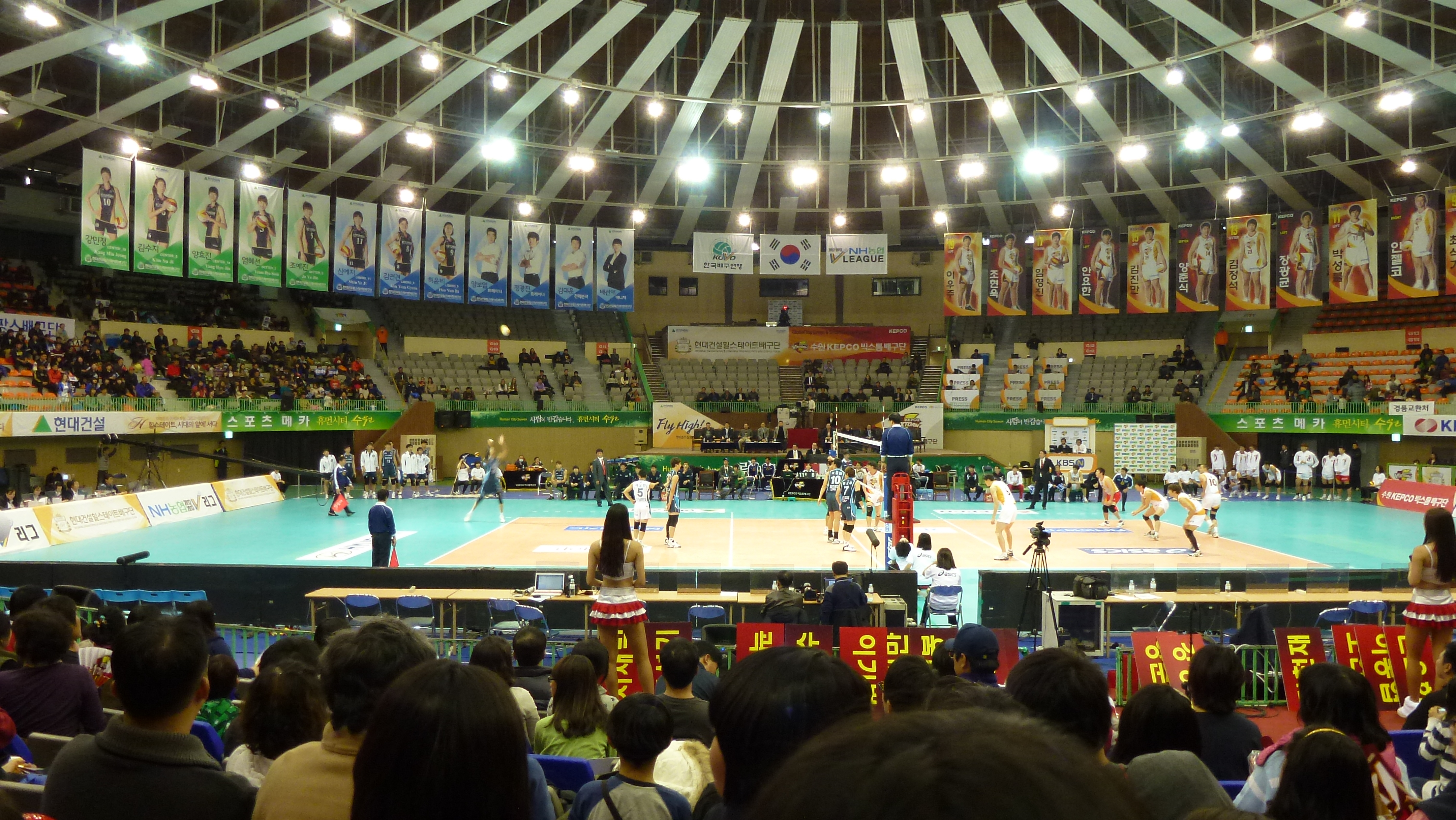
수원 한국전력 빅스톰의 V-리그 경기